# 山本真由美
山本 真由美（やまもと まゆみ、1984年5月11日 - ）は、日本の女優、タレント。父は米朝一門の落語家の桂米八。

## 人物
上方落語家の娘として生まれ、当初は厳しい落語の世界に飛び込むことはしなかったものの、芸事には憧れを抱き歌手を目指し上京。舞台の主題歌を歌ったことで、舞台女優としての活動が増え頭角を現す。
舞台俳優による落語会「夏場亭」に誘われたことから、改めて父に落語を習い夏場亭無花果（なつばてい・いちじく）として出演。その後、雷門喜助の勧めもあり、落語会には落語家ならぬ落語女優を名乗り、桂喬香としても活動を開始。高座名は桂文喬から名前をもらったもの。
その後、映画『EveryDay』ヒロイン役。映画『カメラを止めるな！』主題歌歌唱など、様々な分野で活動する。
フリーの女優として活動してきたが、2019年11月より、モデル事務所「Try-Angle（トライアングル）」に所属。

## 出演

### 映画
- 三原光尋監督「あしたはきっと…」2001年 坂西恵子役
- 本広克行監督「踊る大捜査線 THE FINAL 新たなる希望」2012年 婦警役
- 大和田伸也監督「恐竜を掘ろう」2013年 陶芸の先生役
- 上田慎一郎監督「テイク8」2015年 主演 新婦茜役
- 上田慎一郎監督「4／猫－ねこぶんのよん－」2015年 漫才師役
- 上田慎一郎監督「Last Wedding Dress」2015年
- 山口雄大監督「珍遊記」2016年　雲海役
- 手塚悟監督「Every Day」2016年 主演 辻村咲役
- 田口敬太監督「ナグラチームが解散する日」2016年 前田紗英役
- 松本卓也監督「サーチン・フォー・マイ・フューチャー」2016年 主演
- 行定勲監督「ナラタージュ」2017年　坂口健太郎の姉役
- 金森正晃監督「デンサン」2017年 ヒロイン
- 平林勇監督「SHELL and JOINT」2019年
- 宝隼也監督「あなたにふさわしい」2020年 主演 飯塚美希役

### テレビドラマ
- KTV「Kanjani Knight」1997年 紀子役
- MBS ドラマ30「幽霊（ゴースト）ママ」1998年 美紀役
- EX「新･京都迷宮案内」2003年 被害者の女子高生役
- NHK 連続テレビ小説「てるてる家族」2003年 宝塚の同期生役
- EX「おみやさん3」第12話 2004年 山岡京子役
- TBS「京都華道家元殺人事件」2005年
- MBS ドラマ30「デザイナー」2005年
- BS朝日「7万人探偵ニトベ」第1話 2009年 女子大学生役
- NHK 大河ドラマ「龍馬伝」2010年　伊藤邸下女役
- CX「月の恋人」第7話 2010年 OL役
- EX ドラマスペシャル「味いちもんめ」2010年 仲居・梅子役
- THK「インディゴの夜」第4&5話 2010年 ジュンコ役
- NHK 連続テレビ小説「カーネーション」第86回 2011年 みっちゃん役
- CX「踊る大捜査線 THE LAST TV サラリーマン刑事と最後の難事件」2012年 婦警役
- KTV「堀江ブギーデイズ」2012年 レギュラー・ベニ役
- KTV「翼よ!あれが恋の灯だ」2012年 永井千佳子役
- 福井TV「未来予測テキメンタリーありそで!なさそな?2050」2012年 若狭日菜子役
- CX「ヨーロッパ企画の26世紀フォックスⅡ」2014年 異能喫茶･女性役
- TBS「女はそれを許さない」第1話 2014年 岩崎麗の友人･恵美子役
- 日本テレビ「地味にスゴイ！DX 校閲ガール・河野悦子」2017年 秋子役
- CX「後妻業」第2話 2019年 本多冴子役

### CM
- 明治製菓「ガルボチップス」2008年
- 静岡銀行「宝くじ付き定期預金」歓びのポーズ篇 2009年〜2010年
- ジョンソン・エンド・ジョンソン「LISTERIN」雨あがり編 2012年
- ジャパンゲートウェイ「Reveur」2012年
- ロート製薬 肌ラボ化粧水「肌ラブ編」「Google」MusicMix篇 2012年
- 月桂冠「糖質ゼロ冷酒パウチ」パーティー篇 2013年～2015年
- 救心製薬 救心ソング篇　2013年～2015年
- ダスキン「スタイルフロア ララ」ブルーな専業主婦篇　2014年
- 骨伝導ワイヤレスヘッドホン【CODEO】『嬉し涙と悔し涙のまんなか』2015年
- サッポロビール 一番★LIVE 告知CM「桂雀太の上方落語チカ呑み」篇2016年
- ビオレu うるおいミルクCM アニメ母役　2016年
- 冠婚葬祭「メモリード」2017年　石田純一の奥さん役

### テレビ番組
- アクトビラ 「中国語eラーニング超速中国語」レギュラー　2011年
- NHK「祝女」2011年
- 福井テレビ「シネマニア プラス」2012年～2014年
- NHK Eテレ「シャキーン!」2014年

### 舞台
- ASIAENGINIA「君は君のままで」2007年
- 劇団WHATCOLOR「カメコが笑った日…」主題歌『フレテハイケナイ』 2007年
- 劇団ブラジル「軋み」2008年
- 「ひとさまにみせるものじゃない」2008年
- 劇団KAKUTA「甘い丘」2009年
- 劇団こゆび侍「はちみつ」2009年
- 「月並みな話」2009年 コウドウ役
- GYUプロデュース「TANGO MIRACLE」2010年
- 柿喰う客 第16回公演「露出狂」2010年
- DULL-COLORED POP「幸せの歌をうたう犬ども」2010年
- ヨーロッパ企画「ロベルトの操縦」2011年
- デッドストックユニオン「民宿チャーチの熱い夜9」2011年
- ナルペクトvol.13「ドドスカドン」2011年
- シーラカンスプロデュース「戯伝写楽-その男、十郎兵衛-」2011年
- 王子小劇場プロデュース ギグル#001「アレルギー」2011年
- ヨーロッパ企画「ハイタウン2012」2012年
- 「ヒップホップコメディ」/「川田十夢×上田誠 拡張教室」2012年
- 「イシダカクテル リーディング公演」2012年
- 劇団ニコルソンズ第3回本公演「グッバイ・エイリアン」2012年
- ラズカルズ「ゴーストライター」2013年
- ジェットラグプロデュース「アルテノのパン」2013年
- 舞台「おかあちゃん　コシノアヤコ物語」2014年
- ヨーロッパ企画 presents ハイタウン2014 「象の鼻はなぜ長い?」2014年
- 東京タンバリン わのわ「茶の湯」2017年
- ブルドッキングヘッドロック「田園にくちづけ」2017年
- BuzzFestTheater「アイバノ☆シナリオ」2017年
- 小松台東『消す』2018年
- 「実は素晴らしい家族ということを知ってほしい」 2018年

### PV
- 音速ライン 「ポラリスの涙」(ジャケットにも出演) 2008年
- マチーデフ「朝っぱらJump Around」(早朝フェス Morning Gloryville Tokyo のテーマソング) 2015年
- 島谷ひとみ musical short Movie「misty」（2018年）[5]

### 広告
- ニッタク 春カタログ 2012年
- CODEO 骨伝導ワイヤレスヘッドホン 2013年
- 立川流が好きっ! 立川流孫弟子の会 2016年12月 イメージモデル

### 声優
- ラジオCM ダイハツ ミライース　2015年　ナレーション
- リアル脱出ゲーム SCRAPゲームブック第4弾!『聡明なスパイは耳がいい』2015年
- タテアニメ『バイト先は「悪の組織！？」』2017年　桃源聖子役

## 落語
- 吉本興業 神保町花月「WE KISS LOVE STORY」2011年
- 第十四回王子落語会 夏葉亭無花果　2011年
- 夏葉亭一門 ミラクルの会　2016年
- さばのゆ役者落語会 2017年5月15日
- 桂こけ枝、桂喬香こと山本真由美 ランチ寄席 2017年11月25日

## 歌
- アニソンイベント「Animerci」2017年 上海跨国采購会展
- 邓丽君（テレサ・テン）20周年記念唱会「我只在乎你」上海人民大舞台 2015年
- ディズニー「声の王子様　オールスターズ」コーラス maU 2014年
- 映画『カメラを止めるな!』主題歌「KeepRolling」 2018年

## 雑誌
- 実業之日本社「自転車と旅」2010年

## ラジオ
- 文化放送「志の輔ラジオ 落語DEデート」2015年

- JFN「simple style -オヒルノオト-」2019年10月～2021年9月　金曜日パーソナリティー
- bayfm「78musi-curate」2020年10月～ 月曜DJ

## 寄稿
- 早川書房『悲劇演劇』2016年12月号「あっちの落語、こっちの演劇」

## 受賞
- 第9回田辺・弁慶映画祭 女優賞 2015年